# Volkheimeria
Volkheimeria là một chi khủng long, được Bonaparte mô tả khoa học năm 1979.